# ليونيد تلياتنيكوف
ليونيد بتروفيتش تلياتنيكوف (25 يناير 1951– 2 ديسمبر 2004)، رئيس قسم الإطفاء في محطة تشيرنوبيل للطاقة النووية، قائد فريق رجال الإطفاء في المفاعل رقم 4 الذي حدثت كارثة تشيرنوبيل. علي الرغم من خطورة الإشعاع النووي، لم يكن لديهم بدلات إشعاعية، ولا أجهزة تنفس، ولا مقاييس جرعات صالحة للعمل. من نتائج فحص الدم لدي ليونيد، قُدر أنه تلقى 4 جرامات من الإشعاع.
وفقا لأحد المصادر، قام ليونيد بجهود مكافحة للحرائق في وحدة مفاعل تشيرنوبيل رقم 4 بعد وقوع الانفجار في 26 أبريل 1986. في ذلك الوقت، كان ليونيد رئيس منع الحرائق العسكرية في محطة تشيرنوبيل للطاقة النووية. تعرض المفاعل رقم 4 لأضرار شديدة بسبب الإشعاع الملوث. قام ليونيد ورؤساءه بالصعود إلي سقف وحدة المفاعل رقم 4 لمنع انتشار الحرائق وتعريض وحدة المفاعل رقم 3 للخطر.
مصدر آخر يعطي حساب مختلف قليلاً:
 أثناء وقوع الحادث، كان القائد ليونيد، قائد محطة الإطفاء رقم 2، في عطلة، في منزلة في بريبيات وتلقي إشارة الإنذار عبر الهاتف. سرعان ما وصل إلي مقر الحادث، بعد بدء معركة رجال الإطفاء مع المفاعل، بمدة أقصاها 10 دقائق، ثم تولي القيادة بشكل عام. تسلق إلي سطح وحدة مفاعل 3. على الرغم من وجود مالا يقل عن خمس حرائق على السطح، كان المفاعل لا يزال يعمل. كانت أولويات رجال الإطفاء واضحة - كان عليهم إطفاء الحرائق على سطح المفاعل غير التالف وفي قاعة الآلة. كانوا يستخدمون الماء بشكل أساسي للقيام بذلك. فعلى الرغم من جهودهم، لم يتمكنوا من منع الحريق من الانتشار قبل أن يصل رجال الإطفاء من كييف ليحلوا محلهم.
في عام 1987، تم تسمية ليونيد بطلا للاتحاد السوفيتي. بعد وفاته، حصل اثنين من مروؤسيه علي الجائزة (فلاديمير برافيك وفيكتور كيبينوك)، حيث توفيا بسبب متلازمة الإشعاع الحادة بعد وقت قصير من وقوع الكارثة.
واصل ليونيد خدمته في وزارة الداخلية في الاتحاد السوفيتي، حتي انهيار الاتحاد السوفيتي في اوكرانيا.
في عام 1998، ترأس ليونيد قسم مكافحة الحرائق للمتطوعين في كييف، وصمم برنامج «صغار رجال الإطفاء» . توفي بسبب أثر السرطان عن عمر يناهز 53 عاما. ويعزى موته إلى التعرض للإشعاع، وهو مدرج في قائمة ضحايا كارثة تشيرنوبيل.
في 25 أبريل 2006، الذكرى العشرين لكارثة تشيرنوبيل، تم تخصيص نصب تذكاري له في مقبرة بايكوف في كييف حيث تم دفنه.

## وصلات خارجية
- زيارة داخل موقع تشيرنوبل عام 2016.
- ليونيد بتروفيتش تلياتنيكوف بقلم نيكولاي فاسيليفيتش أوفاركين في جيروي ستراني- باللغة الروسية.
- اختبارات دم رجال الإطفاء- ذا جابان تايمز 19 أبريل 2006.
- افتتاح نصب تلياتنيكوف.